# Fuso (strumento)

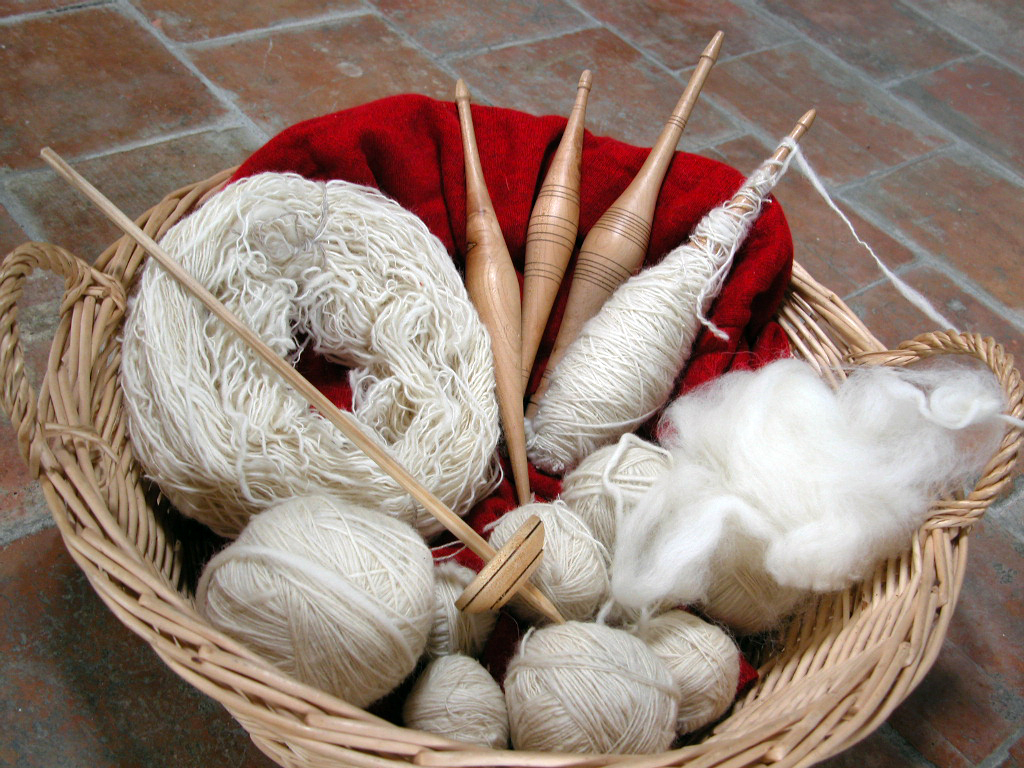
Fuso peruviano (sinistra) e fusi italiani

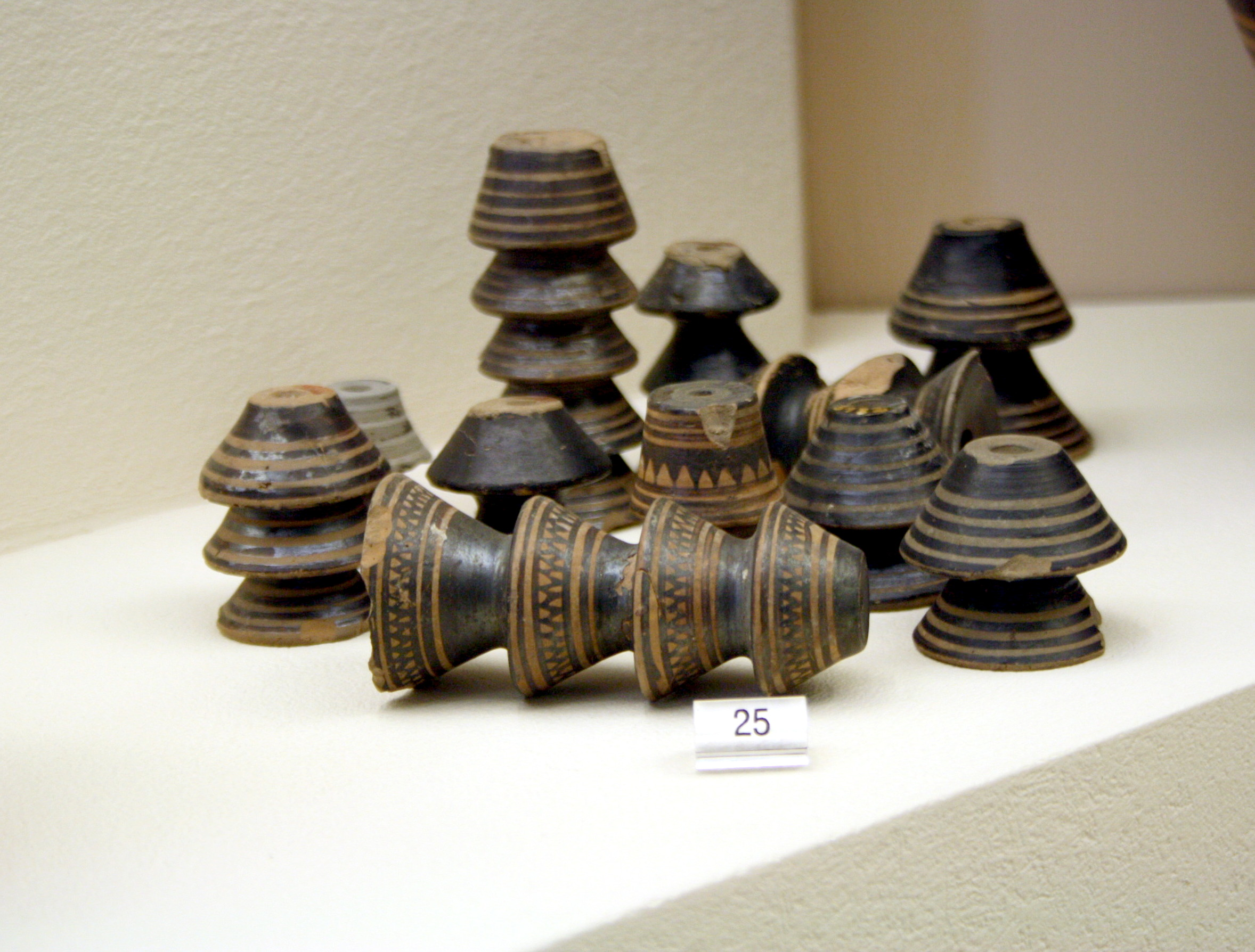
Fusi in terracotta dell'antica Grecia risalenti al X secolo a.C., in esposizione al Museo archeologico del Ceramico, Atene.

Fuserole (o fusaiole) con fuso in legno risalenti al Nuovo Regno, conservati al Museo Egizio di Torino

Il fuso è uno strumento che permette di filare a mano. La filatura si ottiene con la torcitura di fibre tessili in modo da trasformare un ammasso di fibre in un filato ad aria compressa.
Veniva usato di norma (ma non necessariamente) insieme alla conocchia o rocca, bastone a cui veniva legato l'ammasso di fibre da filare, tradizionalmente lana, lino e canapa. La filatura è stata per millenni incombenza femminile. Con tutte le fasi della lavorazione delle fibre, dalla preistoria alla rivoluzione industriale ha occupato una grossa parte del lavoro domestico, tanto che l'accoppiata rocca e fuso era compresa nella dote di una sposa.
I primi fusi risalgono al neolitico del praticamente identici al modello usato ancora oggi in sud America e Africa e tradizionalmente nel sud Italia e nord America.

## Descrizione
I fusi sono composti da due parti:
- un bastoncino di legno lungo venti-trenta centimetri del diametro di un centimetro circa appuntito su una estremità;
- una fusarola, ossia un tondino forato o una perla con funzione di volano, largo da 3 a 15 centimetri in legno, pietra, terracotta, ossidiana o, modernamente, plastica, resina o metallo. La fusaiola è detta anche o fusaròla o fuseruòla.

Il legnetto è infilato nel foro del tondino in varie posizioni: il volano può essere, come nei fusi tradizionali italiani, sistemato verso il fondo dell'asticella in modo che quest'ultima fuoriesca di pochi centimetri, più o meno a metà dell'assicella o, nei moderni fusi disponibili nei negozi specializzati, presso la sommità dell'asta.
La rotazione impressa al bastoncino, prolungata dall'effetto centrifugo del tondino torce le fibre che vengono fissate alla sommità del fuso mediante un nodo o grazie a un gancetto infisso al centro dell'asta. A mano a mano che la rotazione imprime torsione alla fibra, altra fibra viene estratta dalla massa tenuta in mano o posata nella rocca. Quando il fuso tocca terra, la rotazione viene sospesa e il filo prodotto viene avvolto attorno all'asta del fuso, subito sopra o subito sotto al volano a seconda della tipologia.
Alcuni fusi vengono supportati da una superficie piana mentre ruotano, e sono particolarmente indicati per la produzione di filati sottili e per la filatura del cotone, fibra troppo corta e debole per essere filata mediante fusi tradizionali. Fanno parte dei fusi supportati il thakli indiano, il fuso tradizionale dell'area di Orenburg (usato per produrre il filato sottilissimo con cui vengono lavorati i caratteristici pizzi ai ferri), il fuso navajo e i fusi delle isole Azzorre.
Il fuso tradizionalmente in uso in Italia aveva forma affusolata, da qui il nome, è costruito generalmente in legno tornito con le estremità appuntite e il centro panciuto che fungeva da volano. Lungo da venti a trenta centimetri aveva due rigonfiamenti ben accentuati nei pressi delle estremità che servivano a legarvi il filo per bloccarlo durante l'operazione della torcitura.

### Funzionamento

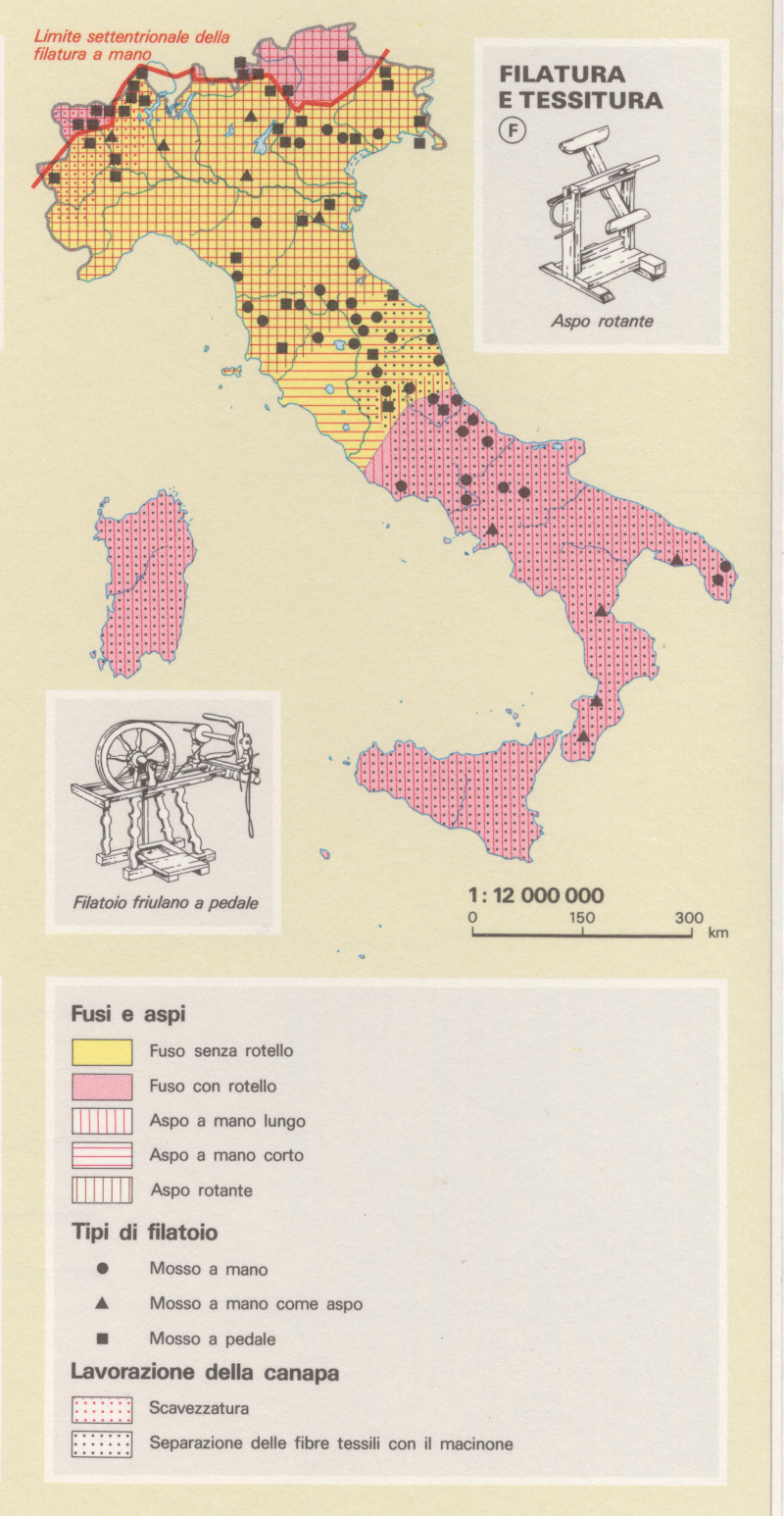
Attrezzi per la filatura e tessitura a mano in Italia

Il lavoro di filatura con il fuso si svolge in due fasi: 
- nella prima si imprime una rotazione al fuso (come a una trottola) per torcere le fibre, mentre il fuso gira si tira il pelo dalla scorta che sta sulla rocca fornendone la quantità sufficiente per la dimensione che si vuole dare al filato, fino a quando si è costruito un pezzo di filo lungo fino a terra (quando il fuso tocca terra si ferma)
- nella seconda si slaccia il nodo all'estremità e si avvolge il filo appena fatto sulla pancia del fuso.

Anche se preesistevano macchinari per filare, il fuso è rimasto in uso nelle campagne fino all'inizio del XX secolo, utilizzato soprattutto dalle donne sia in casa sia mentre pascolavano le greggi o si spostavano (e intanto filavano) perché di poco ingombro e peso e quindi utilizzabile ovunque.
Filare è un lavoro lungo che occupava il tempo di una considerevole fetta della popolazione, soprattutto donne e bimbi; la produzione di un alacre filatore poteva essere di pochi etti al giorno. L'esigenza di velocizzare la lavorazione portò, fin dal medioevo, alla costruzione di apparecchi in legno che, azionati a mano o da un pedale, sveltivano di molto la produzione; questi apparecchi erano detti arcolaio, filerina o filarello.
Tuttavia il suo uso non è del tutto scomparso, dato che la filatura manuale anche al fuso resta un hobby diffusamente praticato.
A partire dal 1990 circa, sono nate aziende specializzate in filatura manuale, che commerciano e producono fusi, arcolai, fibre tessili e vari accessori utili nella lavorazione.

## Nella cultura
Il fuso resta profondamente legato all'immaginario collettivo e popolare. In lombardo la frase ciappà la ròcca e 'l fus (prendere la rocca e il fuso) vuol dire prendere tutto quello che serve. In Centro Italia esiste il fuso di Pretoro a Chieti.
Con la punta di un fuso, probabilmente in ossidiana, si punse il dito la bella addormentata dell'omonima fiaba.